# 石川県道180号河合江津線
石川県道180号河合江津線（いしかわけんどう180ごう かわいごうづせん）は石川県白山市内を通る一般県道（石川県道）である。

## 概要
- 起点：石川県白山市河合町ハ1番地先（＝石川県道44号小松鳥越鶴来線交点）
- 終点：石川県白山市河内町江津丙1番1地先（＝国道157号交点）

手取川に架けられている江津橋が当路線の中心である。起点は石川県道44号小松鳥越鶴来線との交点である。東に688m進むと、終点の国道157号との交点である。江津橋は最初に架けられたものが幅員3.5mと狭く、大型車両や除雪機械が通行できないことから、隣にもう1本新しい橋（幅員4.2m）を作り、上下車線として利用している。
「河合」と「江津」の両集落名は、手取川と大日川の合流点ゆえ名づけられたものである。江津橋付近でこの2つの川が合流している。

## 歴史
- 1960年（昭和35年）10月15日：路線認定。

## 接続道路
- 石川県道44号小松鳥越鶴来線（白山市河合：起点）
- 国道157号（同市河内町江津：終点）

## 通過する自治体
- 石川県
  - 白山市

## 周辺
- 河合鉱山
- 手取川
- 大日川
- JA白山 共同育苗施設
- めおと岩温泉 楽養館